# Rosa sicula
Rosa sicula là loài thực vật có hoa trong họ Hoa hồng. Loài này được Tratt. miêu tả khoa học đầu tiên năm 1824.